# Грузьке (Криловський район)
Грузьке — село в Криловському районі Краснодарського краю.
Входить до складу Новопашковського сільського поселення.

## Географія

### Вулиці
- вул. Пушкіна,
- вул. Трудова.

## Історія
Колишні назви — Регінфельд, Нейгофнунг

## Населення
| Рік  | Кількість |
| ---- | --------- |
| 2002 | 190       |
| 2010 | 203       |